# Gymnobucco
Gymnobucco là một chi chim trong họ Lybiidae.